# Ursula Profanter
Ursula Profanter, född den 22 mars 1968 i Graz, Österrike, är en österrikisk kanotist.
Hon tog bland annat VM-brons i K-1 500 meter i samband med sprintvärldsmästerskapen i kanotsport 1997 i Dartmouth Kanada.